# 황병우
황병우(黃昞禹, 1931년 10월 16일~)는 대한민국의 정치인이다. 제10·12·13대 국회의원을 지냈다.

## 학력
- 대구농림고등학교 졸업
- 영남대학 및 대학원 졸업

## 경력
- 6.25 전쟁 참전-육군연락장교로 UN군에 파견근무-일군사 창설 요원
- 재향군인회 청송군 연합회장
- 제10대 국회의원(신민당, 경북 영덕군·청송군·울진군)
- 제12대 국회의원(민주한국당, 경북 영덕군·청송군·울진군)
- 제13대 국회의원(민주정의당, 경북 청송군·영덕군)
- 신민당(구) 청송군 당 위원장
- 신한당,민한당,민정당,민자당,청송 영덕 지구당 위원장
- 민한당 경상북도 지부 위원장

## 역대 선거 결과
|  | 7.08% |

|  | 28.57% |

|  | 19.30% |

|  | 24.90% |

|  | 23.01% |

|  | 44.54% |

|  | 43.03% |